# 荒井家住宅

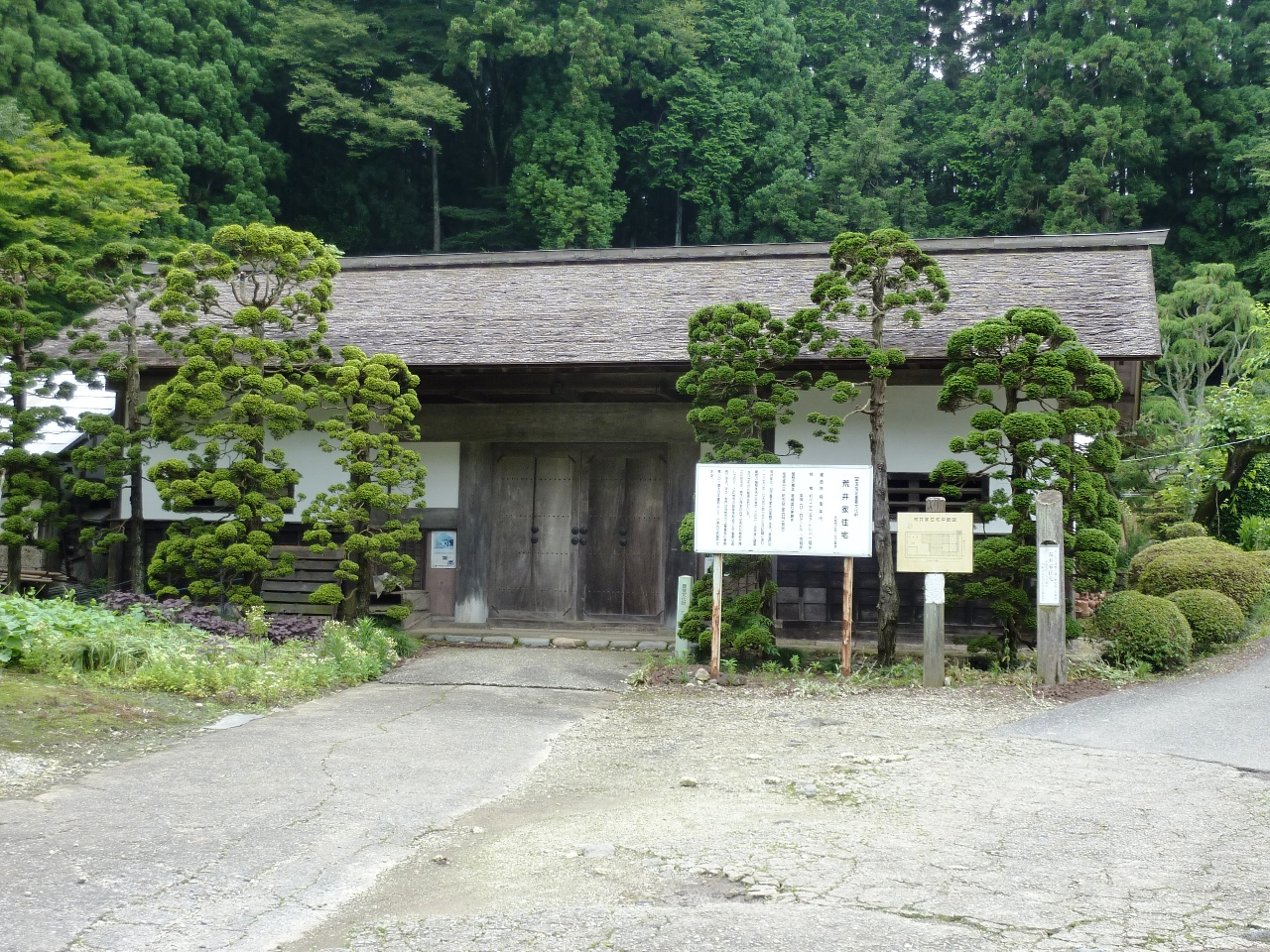
長屋門

荒井家住宅（あらいけじゅうたく）は、栃木県矢板市立足にある、江戸時代初期延宝年間（1673年から1681年）の頃に建てられた当時の庄屋の古民家である。1676年（延宝4年）に火災にあった記録が残されていること、建物細部の建築手法から延宝をあまり下らない頃の建物と見られている。「荒井家住宅」の名で主屋、表門（長屋門）の2棟が1968年（昭和43年4月）重要文化財に指定されている。

## 概要
荒井家は庄屋を勤めた家柄である。江戸時代前期の荒井家住宅火災当時、住宅があった泉領は泉騒動により旗本岡本氏が改易され領地が幕府に返上され天領となった時期である。

## 建造物等
主屋（重要文化財）
構造形式:桁行（間口）13間 (24.2m)、梁間（奥行）5間半 (10.3m)、寄棟造、茅葺
間取り:馬屋、土間、流し、板間、勝手南間、勝手北間、納戸、中ノ間、座敷、上座敷
表門（長屋門）（重要文化財）
構造形式:桁行12.9m、梁間4.6m、切妻造、こけら葺
大カヤ（矢板市の天然記念物）
推定樹齢300年と言われている。
承応3年（1652年）領主奥平公が領内に苗木を配布植栽を命じたものと言われる。

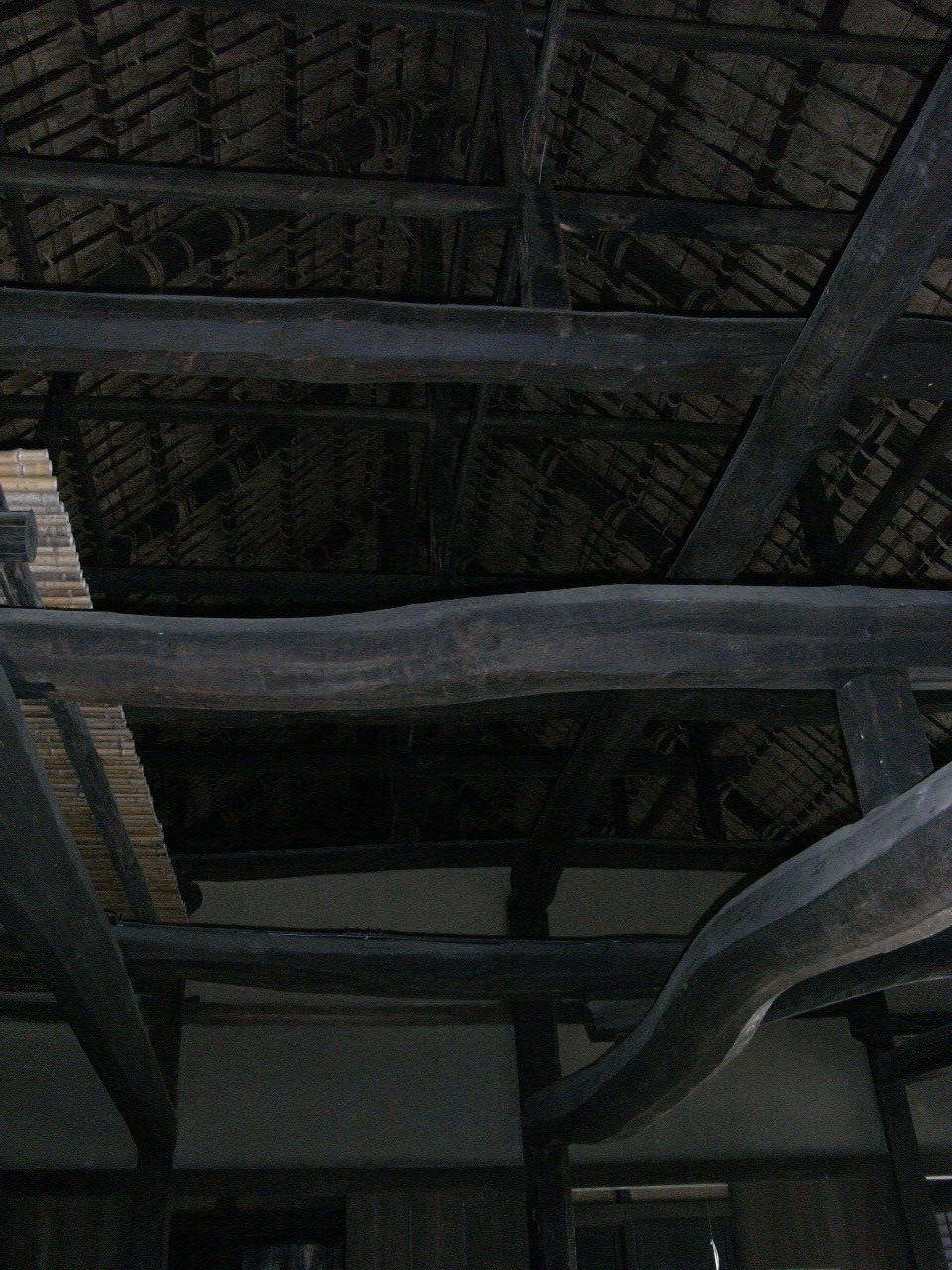
梁組み
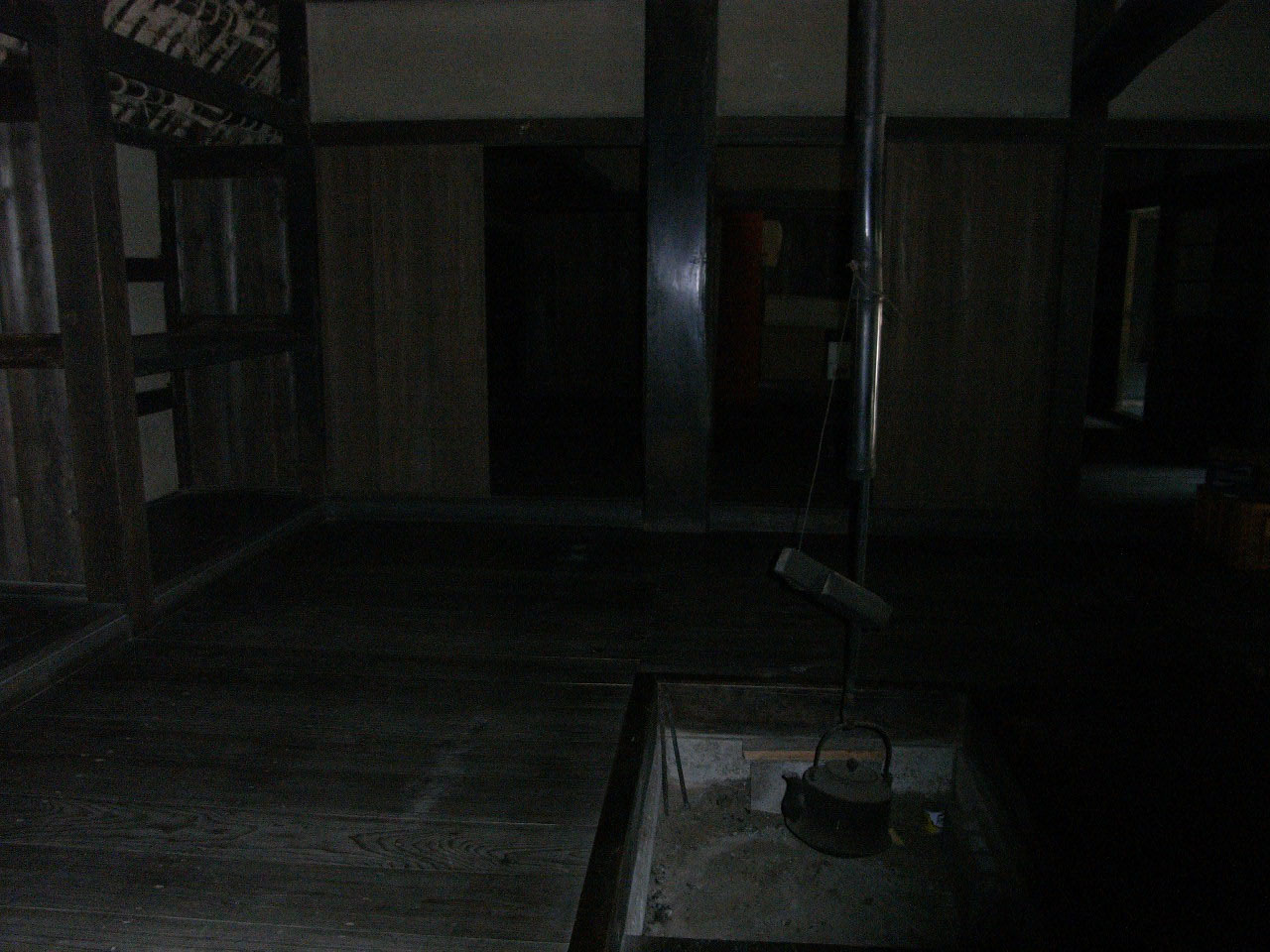
「板間」（奥は「勝手北間」）
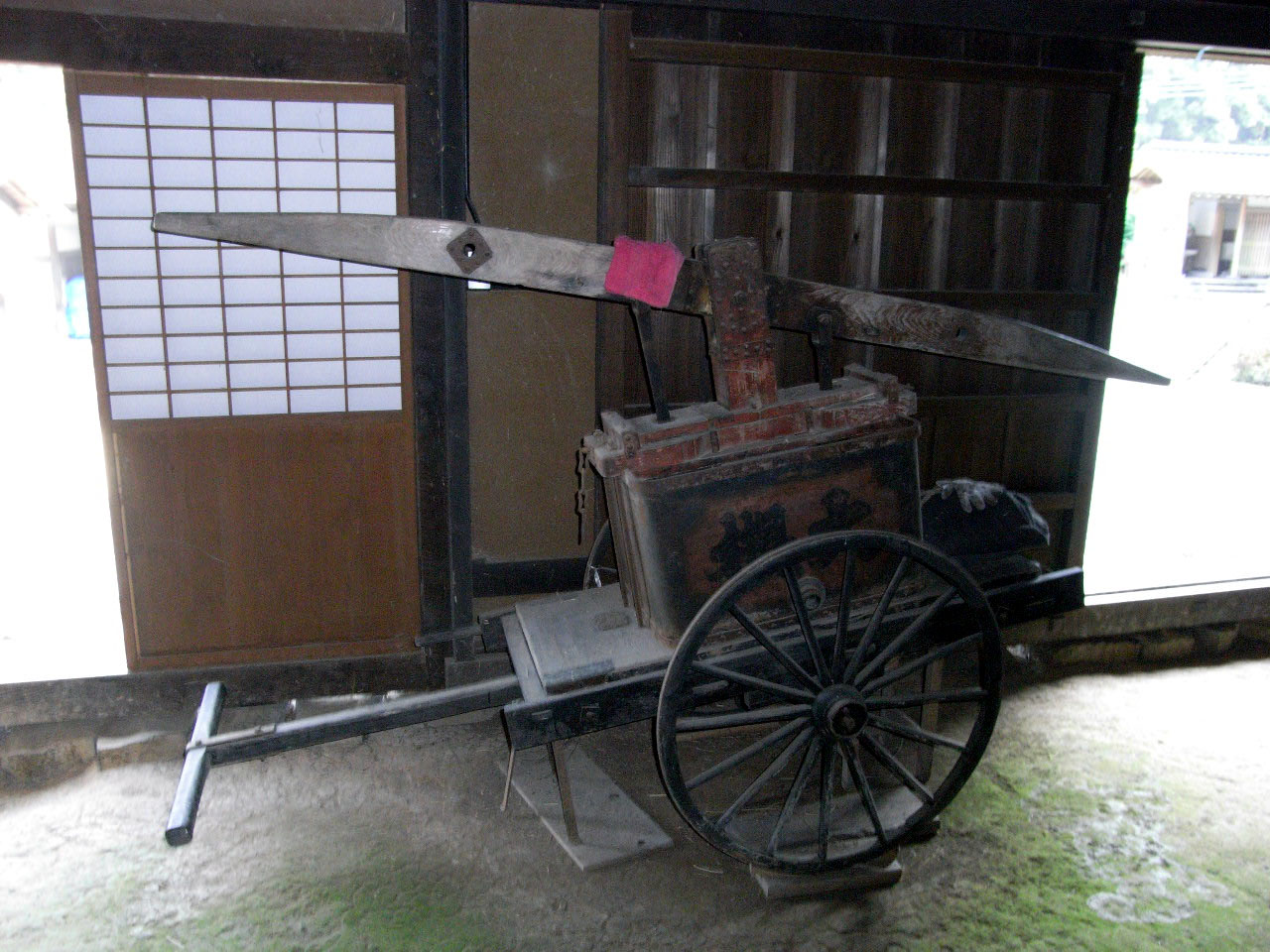
土間に展示されていた消防ポンプ車

## 利用案内
- 見学時間:毎週土曜日、日曜日 9:00-16:00 年末年始を除く（12月28日から1月4日）
- 見学料:無料
- 注意事項など:
  - 敷地内禁煙、飲食禁止
  - 指定場所以外への立ち入り禁止

## アクセス
JR矢板駅から
車、タクシー約15分（公共交通機関なし）
矢板インターチェンジから
車約20分

## 周辺
- 寺山観音寺